# Carlos Rubens Caminha Gomes
Carlos Rubens Caminha Gomes (Belém, PA, 17 de maio de 1936 — Rio de Janeiro, RJ, 2 de agosto de 1991) foi um professor e capitão de longo curso brasileiro.
Graduou-se bacharel em Ciências Náuticas em 1955, pela Escola Mercante do Pará, atual Centro de Instrução Almirante Brás de Aguiar, formando-se Oficial de Náutica. Em 1973, chegou a capitão de longo curso, o mais alto posto da carreira na Marinha Mercante, após realizar o respectivo curso de aperfeiçoamento no Centro de Instrução Almirante Graça Aranha.
Durante sua longa carreira como professor da Escola de Formação de Oficiais da Marinha Mercante, produziu algumas das mais importantes obras da ciência náutica brasileira, dentre elas Arqueação de Carga: Draft Survey, publicada em 1986 e que foi mais tarde traduzida para o francês e holandês por Otto Schreuders, comandante da Marinha Mercante belga.
Em razão de sua relevância para essa área do conhecimento, foi homenageado com um busto no Centro de Instrução Almirante Graça Aranha, inaugurado em novembro de 1992, pouco mais de um ano após seu falecimento. No ano seguinte foi fundado o centro de simulação de manobras de navios no mesmo instituto que, em seu tributo, leva o nome Centro de Simuladores Comandante Carlos Rubens Caminha Gomes.